# Gernotshagen

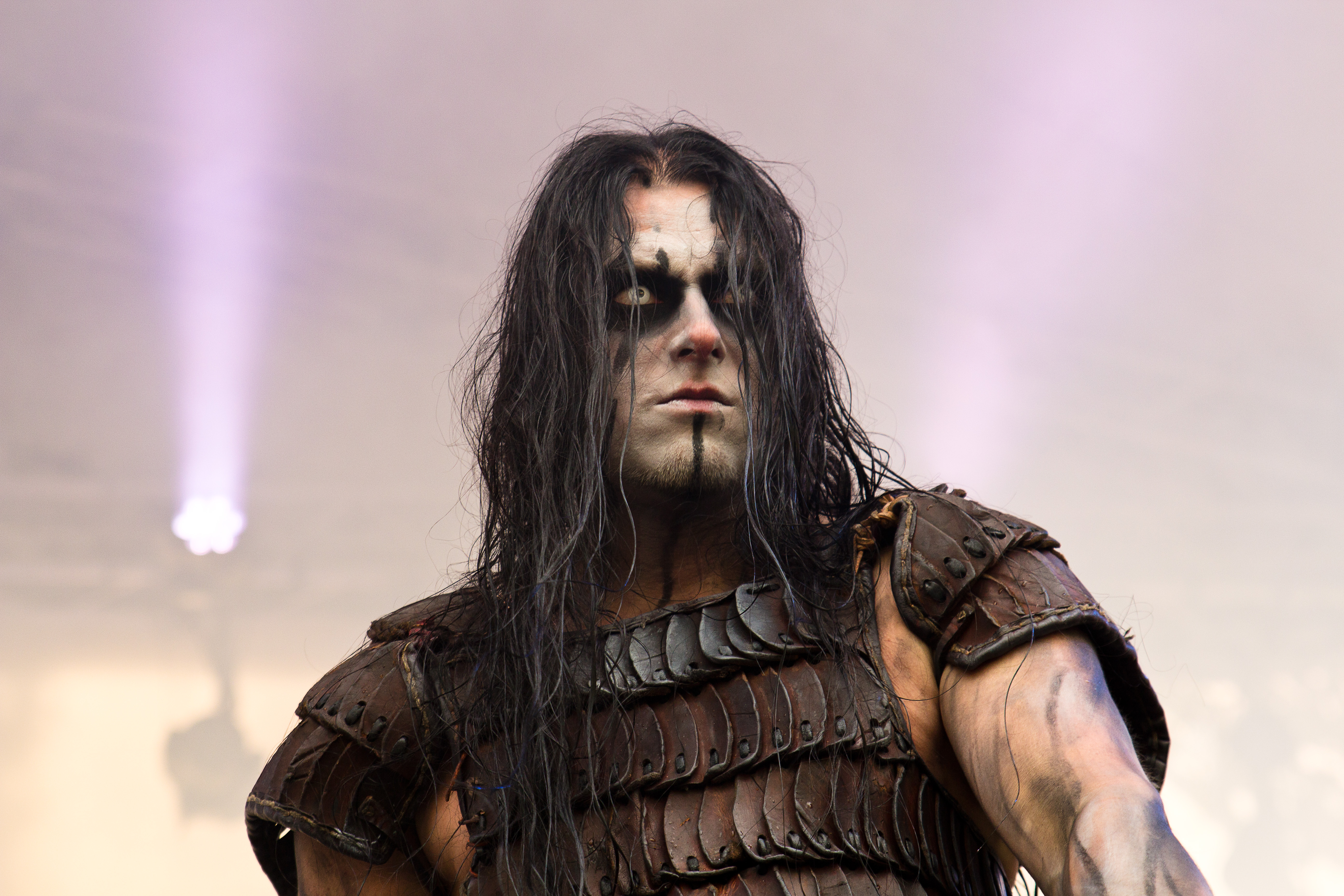
Sänger Daniel „Askan“ Möller 2016.

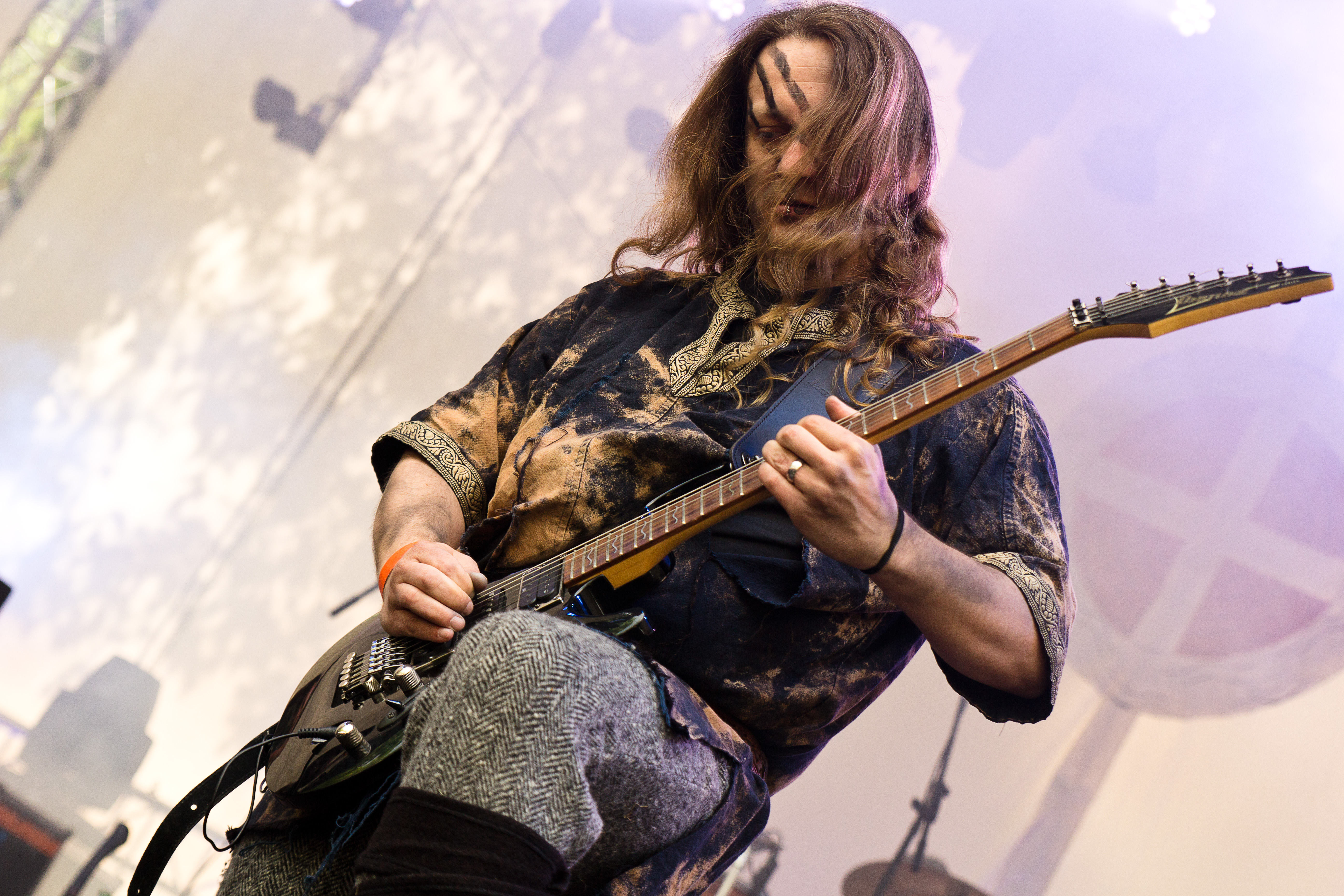
Gitarrist Maik Pomplun 2016.

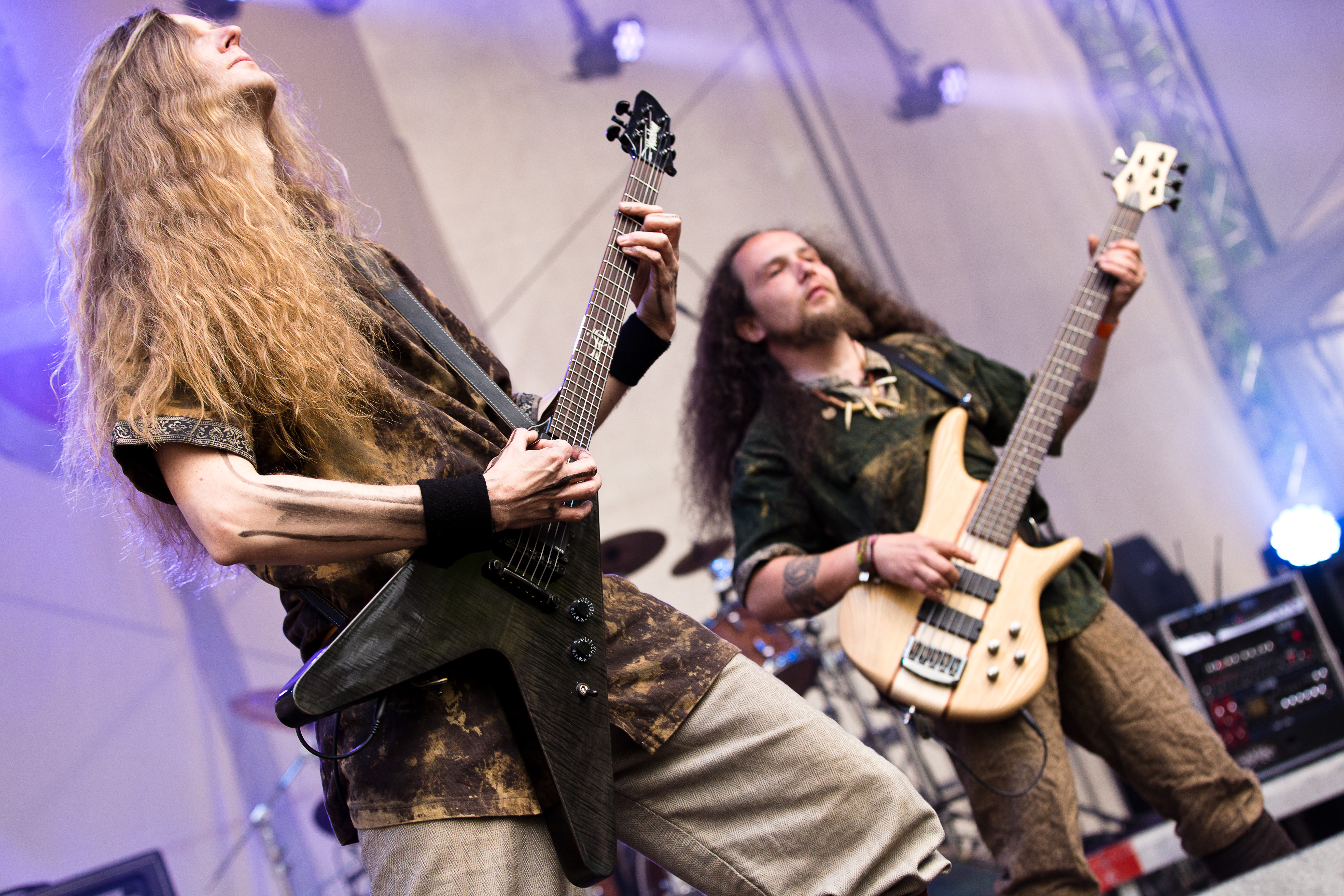
Gitarrist Bastian „Daimonicon“ Techet und Bassist Damien Gernot 2016.

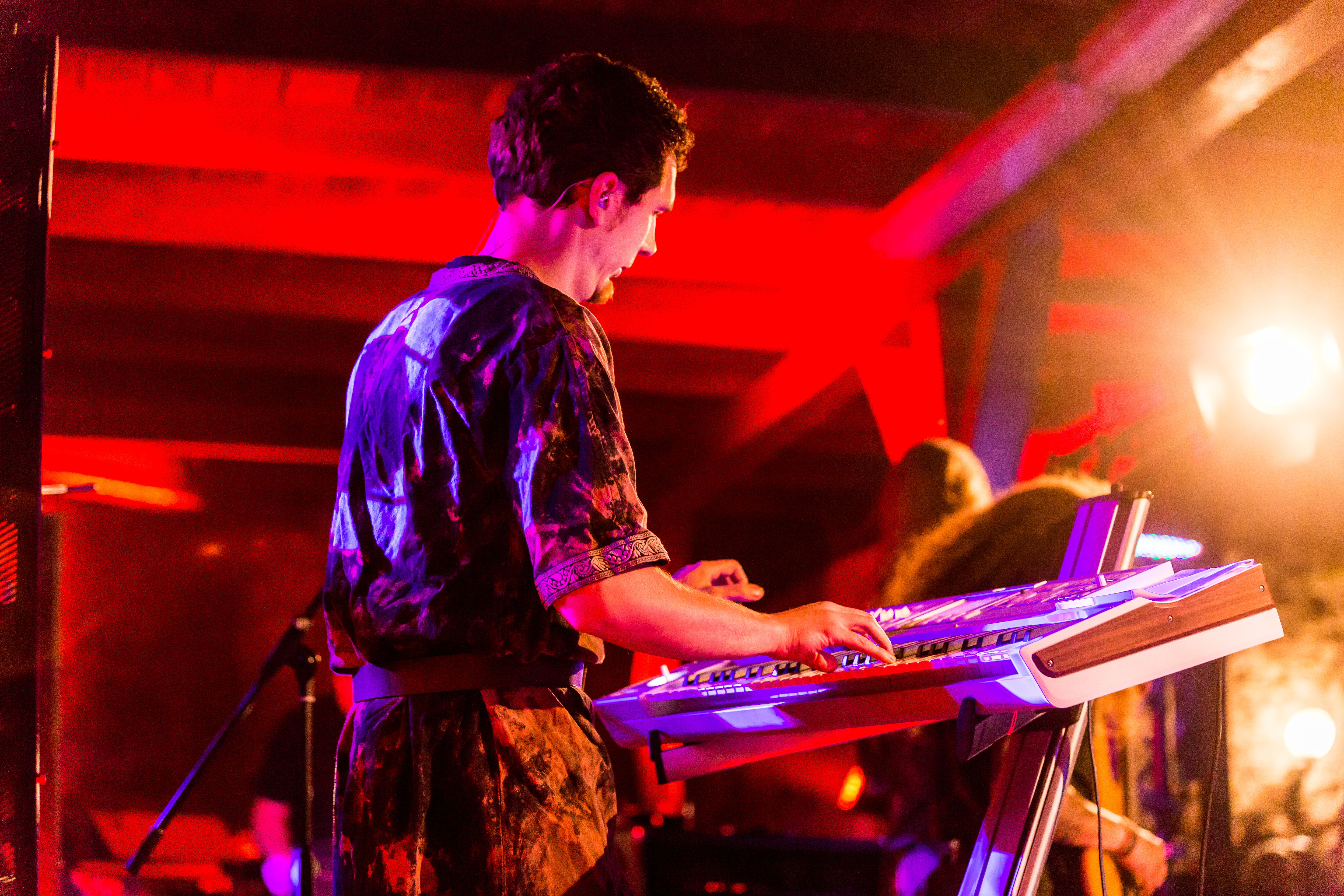
Keyboarder Sebastian Jung beim Dark Troll Festival 2018

Gernotshagen ist eine 1999 gegründete deutsche Pagan-Metal-Band aus Thüringen.

## Geschichte

### 1999–2001: Gründungsphase und Frühe Entwicklung
Gernotshagen wurde 1999 von Daniel Möller (Gesang) und Bastian Techet (Gitarre) in Trusetal als Black-Metal-Band mit dem Namen „Grafen von Gleichen“ gegründet. Kurze Zeit nach der Gründung stießen die befreundeten Musiker Maik Pomplun (Gitarre) und Steffen Beck (Bassgitarre) zur Band und man verwarf den bisherigen Namen. Ein Ortschronist verhalf der Gruppe daraufhin zu ihrem Namen Gernotshagen. Der Name lehnt sich an einen Ort in der Nähe des Wallenburger Turmes an, welcher vor vielen hundert Jahren existierte und ebenfalls Gernotshagen hieß.
Im Jahr 2000 suchte die Gruppe einen Keyboarder und einen Schlagzeuger um die Band zu komplettieren. Im Sommer schloss sich Sebastian Jung (Keyboard) Gernotshagen an. Im Frühjahr des Jahres 2001 wurde man durch Tobias Völker weiter verstärkt. Dieser übernahm das Schlagzeug, obwohl er bisher nur Gitarre spielen konnte. Im selben Jahr wurden mit Winter und Die Nacht des Raben und Herigest die ersten Lieder aufgenommen.
Mit dem nun komplettierten Line-up und den ersten eigenen Liedern im Repertoire spielte die Band ihr erstes Konzert am 28. April 2001 gemeinsam mit Falling Leaf´s und Wallenburg vor rund 200 Zuschauern. Nach einigen weiteren lokalen Auftritten wurde am 24. Juni 2001 das Demo Infinitus Malum veröffentlicht. Am 25. August desselben Jahres spielte man auch erstmals mit dem Riedfest auf einem Open Air. Dieses fand in Rohr mit rund 800 Zuschauern statt.

### 2002–2007: Studiogründung, Plattenvertrag und Debütalbum
Anfang 2002 zog sich die Band ins Power-Track-Studio in Schmalkalden zurück und begann mit den Arbeiten an ihrem Debütalbum, Wintermythen, welches im Sommer desselben Jahres veröffentlicht wurde.
Nach dem Release des Albums folgten Konzerte mit XIV Dark Centuries, Menhir und Odroerir in Deutschland. Zwischen 2002 und 2004 wurden parallel neue Stücke für das zweite Studioalbum komponiert. Am 25. Dezember 2004 gründeten Tobias Völker und Maik Pomplun ihr eigenes Tonstudio, welches rund drei Monate später fertiggestellt wurde und sich in Steinbach (Bad Liebenstein) befindet. Im Frühjahr des Jahres 2005 begannen die Aufnahmen des zweiten Studioalbums, Märe aus wälderen Hallen im selbigen Studio. Das Album erschien im Januar 2007 über Trollzorn Records. Es war anfangs nur in Deutschland erhältlich und wird mittlerweile zusammen mit einer Wiederveröffentlichung des Albums Wintermythen international vertrieben.
Im April 2006 spielte man erstmals auf dem Ragnarök-Festival. Auch im Folgejahr war man dort. Im August 2006 kam man auf dem Barther Metal Open Air mit dem Label Trollzorn in Kontakt. Nach einem Gespräch und diversen Verhandlungen kam es schließlich zu einem Vertrag.

### Seit 2007: Nationaler Durchbruch
Das Jahr 2007 begann mit der ersten Konzert-Tour, die die Band gemeinsam mit der niederländischen Folk-Metal-Band Heidevolk, der färöischen Band Týr, Asmodi und Elexorien bestritt. Es folgten zahlreiche weitere Touren und Konzerte, die der Band zu einem größeren Bekanntheitsgrad verhalfen. 2009 spielte die Band auf mehreren nationalen Festivals mit bekannten Bands der Pagan- und Black-Metal-Szene, wie Suidakra, Cryptic Wintermoon, Kampfar, God Dethroned, Black Messiah, Graveworm, Moonsorrow, Endstille, Nomans Land und vielen weiteren.
Vom 2. Januar 2009 bis zum 18. Januar bestritt Gernotshagen mit der Light a Pagan Fire Tour die Europa-Tour, welche durch Deutschland, Frankreich, die Niederlande, Österreich, der Schweiz, Großbritannien und Italien führte. Begleitet wurde die Band von Odroerir, Helfahrt, Tarabas, Strydegor, Elivagar, Encorion, Elexorien und Eisregen.
Im Juli 2010 spielte man auf dem Rockharz Open Air, unter anderem mit End of Green, Subway to Sally, Krypteria und Burning Skies. Es folgten weitere Konzerte u. a. mit der lettischen Band Skyforger und der deutschen Dark-Metal-Band Eisregen. Danach ging die Band erneut ins Studio, um an ihrem neuen Album zu arbeiten. Das Veröffentlichungsdatum des Weltenbrand – Die Banner hoch der Nacht entgegen genannten Albums wurde ursprünglich für Oktober 2010 angesetzt. Es erschien schließlich am 29. April 2011.
Am 27. November 2010 trat Gernotshagen gemeinsam mit Blutnebel und Vagabond auf dem Hard as Iron in Bad Salzungen auf.
Vom 16. April 2011 bis zum 25. April nahm Gernotshagen zusammen mit Heljareyga, Skyforger, Kromlek, Northland und Nothgard an der Black Trolls Over Europe Europa-Tournee teil, die gleichzeitig als Promo-Tour für das Ende April erschienene Album diente.

## Stil
Gernotshagen spielt Pagan Metal gemischt mit musikalischen Elementen des Black Metals. Durch den teils intensiven Einsatz des Keyboards gestaltet sich die Musik sehr melodisch. Ihre Texte handeln von germanischer Mythologie, vom Leben und dem Tod, aber auch von der Liebe und Leid aus alten Zeiten. Insbesondere auf Märe aus wälderen Hallen versucht die Gruppe ihre Verbundenheit zur Thüringer Natur und der eigenen Lebenseinstellung musikalisch widerzuspiegeln. Der Gesang wird von gutturalem Gesang dominiert, gelegentlich findet sich aber auch Klargesang.

## Diskografie

### Demos
- 2001: Infinitus Malum

### Alben
- 2002: Wintermythen (Eigenproduktion)
- 2007: Märe aus wäldernen Hallen (Trollzorn Records)
- 2011: Weltenbrand – Die Banner hoch der Nacht entgegen (Trollzorn Records)
- 2020: Ode Naturae (Eigenvertrieb)

### DVDs
- 2004: Live im Kallewerk
- 2008: Hard as Iron 5 (Split mit Elexorien, Pestis und Tarabas, Trollzorn Records)